# Morin chuur

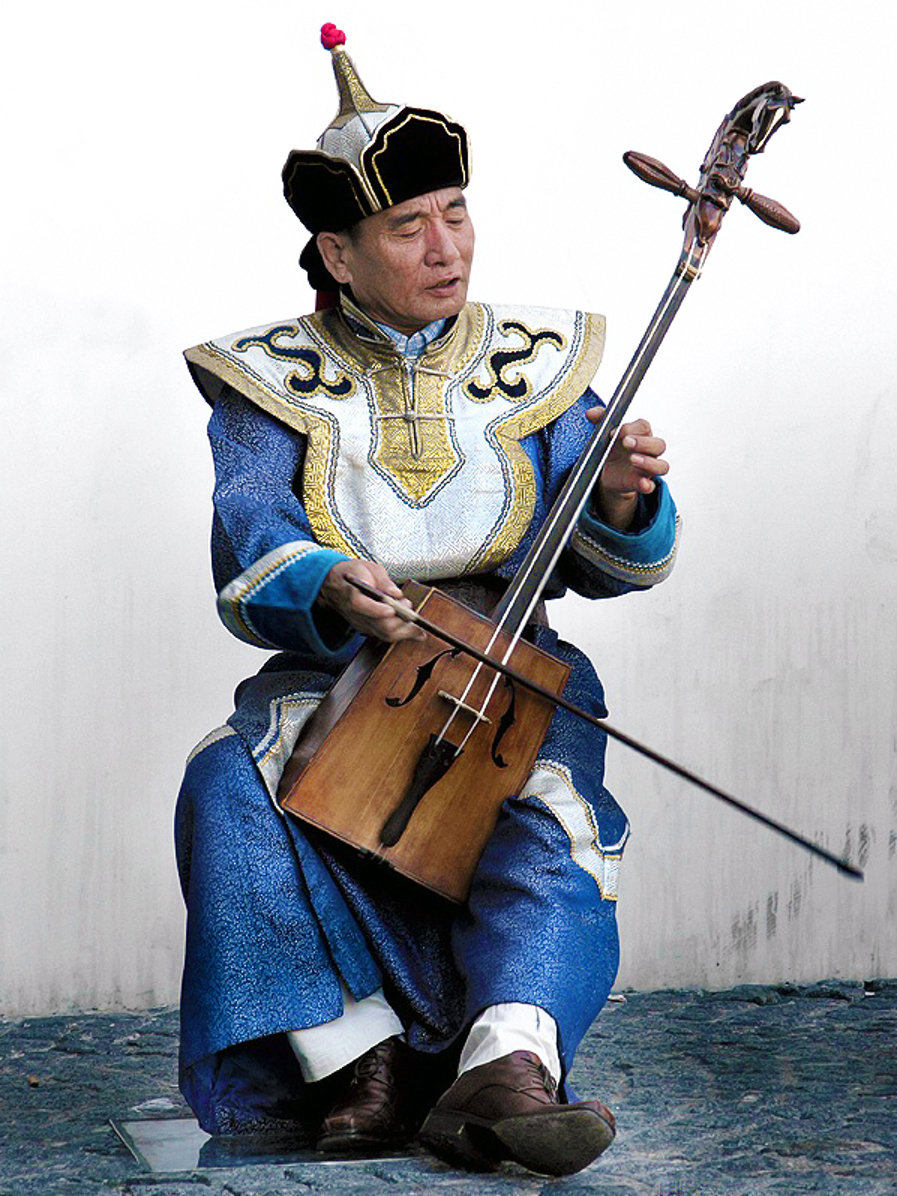
Muzyk z Mongolii podczas gry na morin chuurze

Morin chuur (mong. морин хуур, ᠮᠣᠷᠢᠨ ᠬᠤᠭᠤᠷ), także matouqin (chiń. trad. 馬頭琴; pinyin mǎtóuqín) – mongolski instrument strunowy.
Instrument zbudowany jest z drewnianego pudła rezonansowego oraz dwóch strun, z główką w kształcie głowy konia. Struny wykonane są z włosów z końskiego ogona.
W 2003 roku morin chuur został proklamowany arcydziełem ustnego i niematerialnego dziedzictwa ludzkości, a w 2008 roku wpisany na listę niematerialnego dziedzictwa UNESCO.

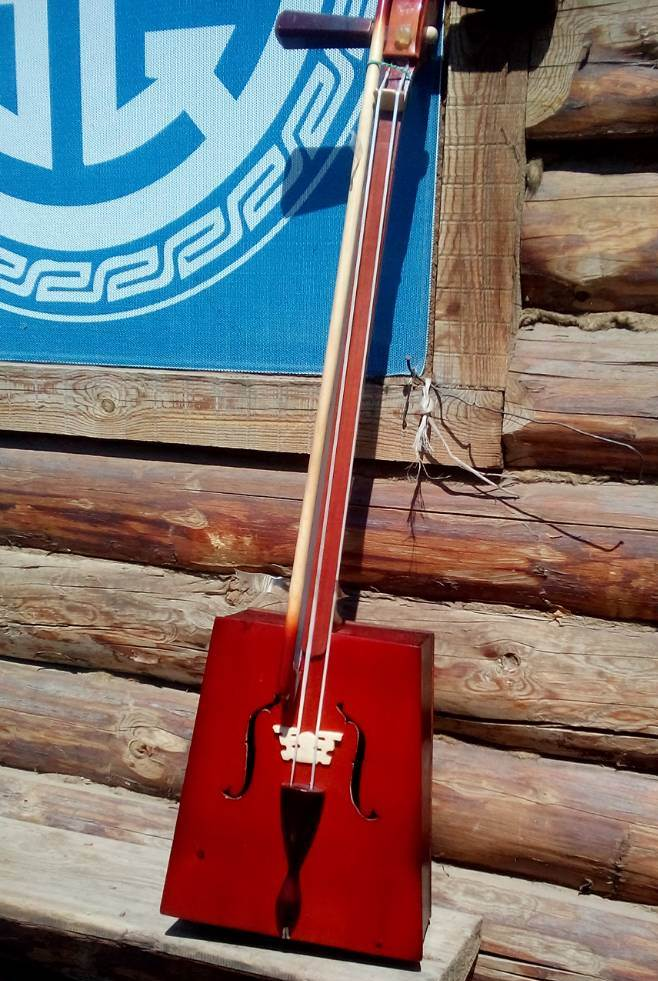
Morin chuur w buriackiej wiosce w rejonie zakamieńskim w Buriacji